# Pediobius cassidae
Pediobius cassidae är en stekelart som beskrevs av Erdös 1958. Pediobius cassidae ingår i släktet Pediobius, och familjen finglanssteklar. Arten är reproducerande i Sverige.